# Carsioptychus coarctatus
Carsioptychus coarctatus es una especie de mamífero herbívoro extinto, perteneciente a los periptíquidos. Vivió a principios del Paleoceno (hace unos 66-63 millones de años), sus restos fósiles se han encontrado en América del Norte.

## Descripción

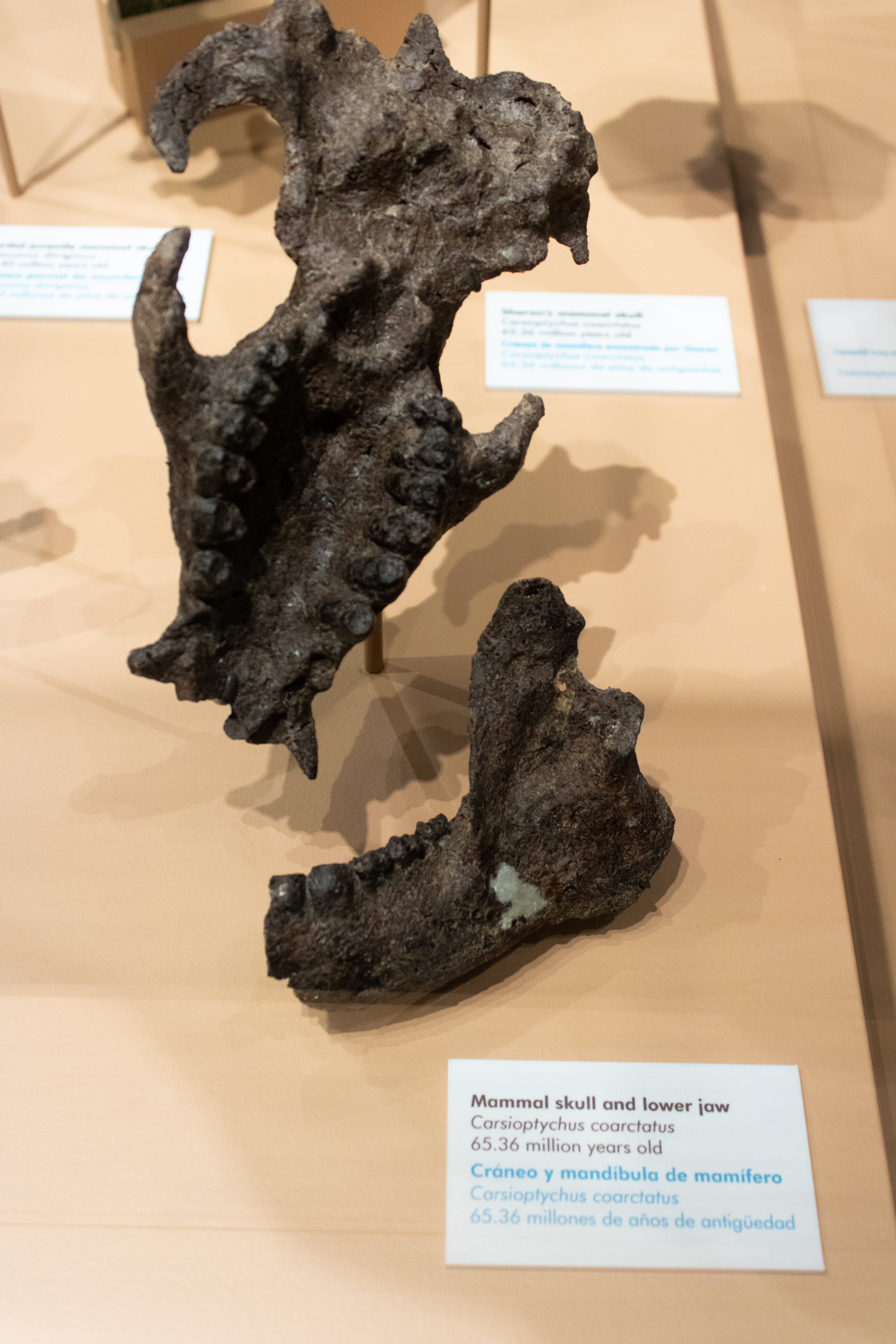
Cráneo y mandíbula exhibidas en el Museo de la Naturaleza y Ciencia de Denver.

Tenía un cráneo de aproximadamente 15 - 20 centímetros de largo, y en vida era del tamaño de un perro mediano. En comparación con animales similares como Periptychus y Ectoconus, tenía un esqueleto bastante robusto y una constitución mediana. En comparación con Periptychus, con el que estaba estrechamente relacionado, Carsioptychus estaba menos especializado en cuanto a su dentición: los dientes eran más triangulares y su corona más oblicua. El cráneo también era más corto que el de Periptychus y tenía una constricción postorbitaria considerable. Además era de constitución era relativamente más delgada.

## Clasificación

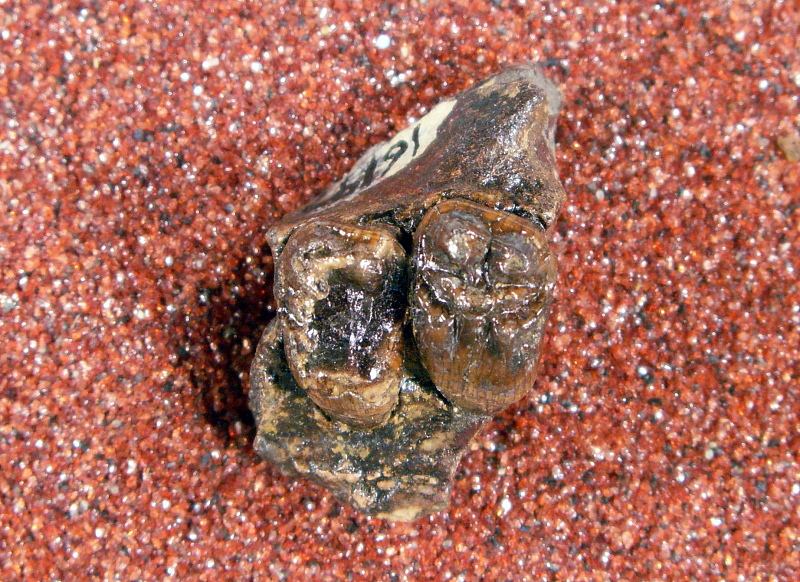
Diente de Carsioptychus hamaxitus (=C. coarctatus).

Carsioptychus coarctatus fue descrito por primera vez por Edward Drinker Cope en 1883 sobre la base de restos fósiles encontrados en la Formación Puerco en Nuevo México; Cope, sin embargo, atribuyó los restos a una nueva especie del género Periptychus (P. coarctatus). Fue entonces George Gaylord Simpson, en 1936, quien estableció el género Carsioptychus para esta especie. Sin embargo, durante mucho tiempo las similitudes entre Periptychus y Carsioptychus han llevado a más de un investigador a considerar las dos especies como congenéricas. Sin embargo, es probable que Carsioptychus sea quizás una forma más basal de Periptychus.
Carsioptychus y Periptychus son dos conocidos representantes de los periptíquidos, un grupo de mamíferos que apareció a principios del Paleoceno y rápidamente se desarrollaron hasta alcanzar grandes tamaños (en particular con Ectoconus).

## Paleobiología
Carsioptychus parece haber sido un animal relativamente no especializado y probablemente se alimentaba de plantas bastante duras.
Un análisis del cerebro mediante tomografía computarizada indicó que este animal tenía una estructura arcaica del cerebro y del oído interno, atribuible a la condición ancestral de los placentarios. Entre las características primitivas estaban los bulbos olfatorios unidos, grandes y expandidos hacia adelante, una neocorteza bastante pequeña, el cerebro relativamente liso y la zona posterior del cerebro de grandes dimensiones en comparación con el cerebro real. Carsioptychus no debe haber sido particularmente ágil (los canales semicirculares eran similares en tamaño a los de los cerdos actuales), pero su audición debe haber sido como la promedio para los placentarios actuales.